# Peter Yates (lekkoatleta)
Peter Derek Yates (ur. 15 czerwca 1957) – brytyjski lekkoatleta, specjalista rzutu oszczepem, medalista igrzysk Wspólnoty Narodów w 1978, mistrz i rekordzista kraju.
Na igrzyskach Wspólnoty Narodów reprezentował Anglię, a na pozostałych dużych imprezach międzynarodowych Wielką Brytanię.
Zdobył brązowy medal w rzucie oszczepem na igrzyskach Wspólnoty Narodów w 1978 w Edmonton, przegrywając jedynie z Philem Olsenem z Kanady i Michaelem O’Rourke z Nowej Zelandii. Odpadł w kwalifikacjach na mistrzostwach Europy w 1978 w Pradze. Na igrzyskach Wspólnoty Narodów w 1982 w Brisbane zajął 6. miejsce.
Yates był mistrzem Wielkiej Brytanii (AAA) w rzucie oszczepem w 1978 oraz brązowym medalistą w latach 1979 i 1982–1984, a także mistrzem UK Championships w 1983 i 1984, wicemistrzem w 1982 oraz brązowym medalistą w 1977, 1980 i 1986.
12 maja 1984 w Wolverhampton ustanowił rekord Wielkiej Brytanii w rzucie oszczepem (starego typu) wynikiem 85,92 m. Był to najlepszy wynik w jego karierze. Rekord życiowy Yatesa w rzucie oszczepem nowego typu wynosił 77,84 m (21 lutego 1987 w Los Angeles).